# Лущин (Сілезьке воєводство)
Лущин (пол. Łuszczyn) — село в Польщі, у гміні Мстув Ченстоховського повіту Сілезького воєводства.
Населення — 59 осіб (2011).
У 1975-1998 роках село належало до Ченстоховського воєводства.

## Демографія
Демографічна структура станом на 31 березня 2011 року:
|          | Загалом | Допрацездатний вік | Працездатний вік | Постпрацездатний вік |
| -------- | ------- | ------------------ | ---------------- | -------------------- |
| Чоловіки | 30      | 9                  | 18               | 3                    |
| Жінки    | 29      | 8                  | 9                | 12                   |
| Разом    | 59      | 17                 | 27               | 15                   |